# Marwa El-Sherbini
Marwa Ali El-Sherbini (în arabă: مروة على الشربيني n. 7 octombrie 1977 în Alexandria, Egipt - d. 1 iulie 2009 la Dresda, Germania) a fost o farmacistă egipteană, devenită cunoscută pentru moartea ei violentă și care a generat controverse și indignare.
A studiat la Colegiul Englez de Fete din Alexandria, unde în 2000 obține diploma în domeniul farmaciei.
În 2005 se mută în Germania cu soțul ei și cei doi locuiesc la Bremen, apoi la Dresda, iar în 2006 au împreună un copil.
În august 2008, în timp ce se afla cu copilul într-un parc de joacă, este agresată de Alex Wiens, un german de origine rusă, care susține că era deranjat că ea purta hijabul.
În realitate, acesta era un islamofob declarat, după cum avea să susțină și în cadrul procesului care avea să urmeze și în care, în primă instanță este obligat la o amendă de 780 de euro pentru rasism.
Dar într-o audiere a procesului, la 1 iulie 2009, Alex Wiens reușește, chiar în fața instanței să o atace pe Marwa El-Sherbini cu un cuțit și să o ucidă.
Soțul victimei este și el rănit încercând să se interpună în scop defensiv.
La toată scena asistă și copilul acestora, care pe atunci avea trei ani.